# Horní Branná

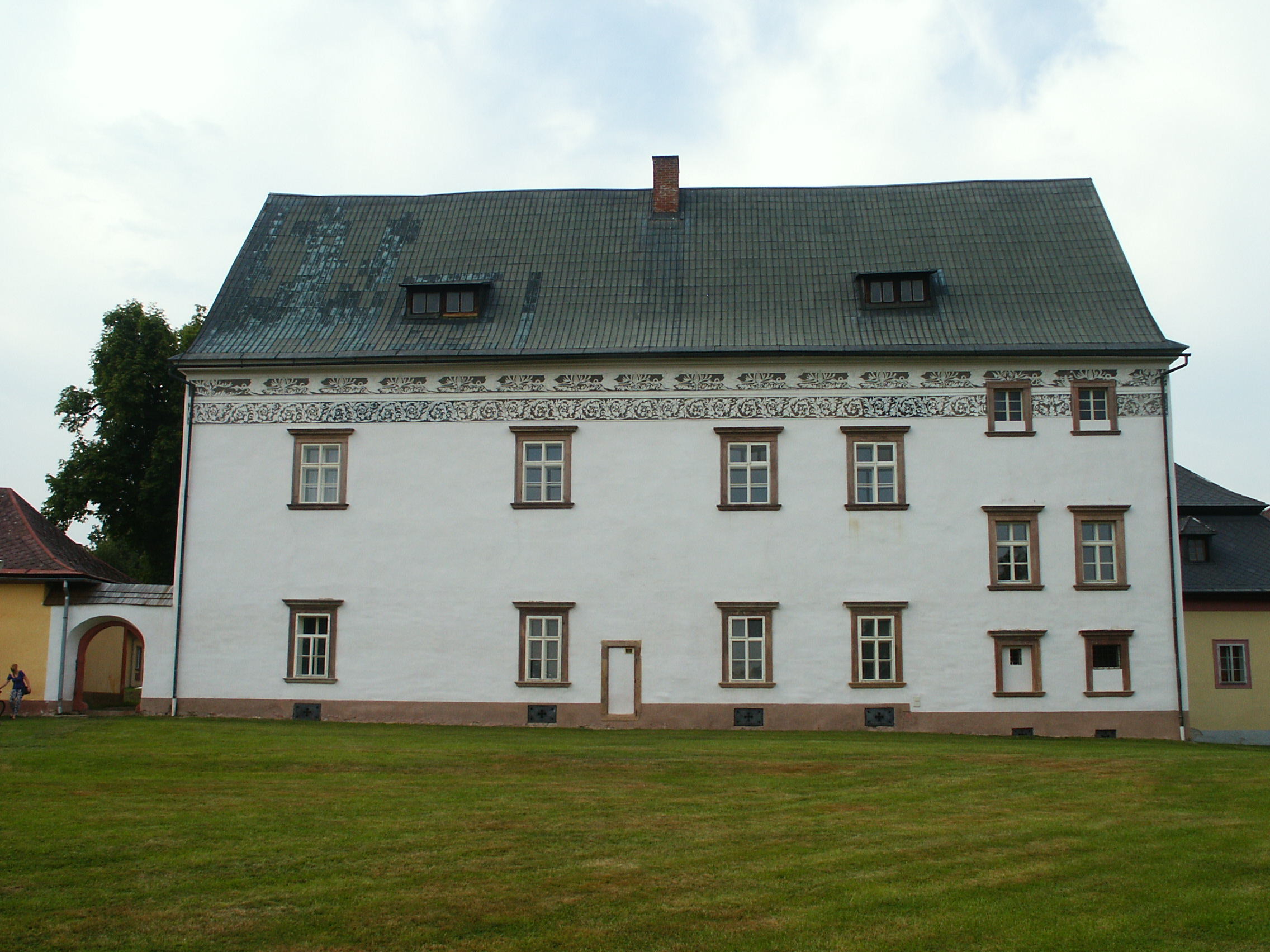
Schloss Horní Branná

Horní Branná (deutsch: Brennei) ist eine Gemeinde im Okres Semily, Liberecký kraj in Tschechien.

## Geschichte
Der Ort wurde 1359 erstmals urkundlich erwähnt. 1628 kaufte Albrecht Wenzel Eusebius von Waldstein das Dorf Horni Branná. Er überließ es dem Grafen von Harrach als Lehensdorf. Comenius traf 1628 hier die evangelische Schriftstellerin Christine Poniatovska. Wie viele andere vertriebene Glaubensbrüder floh auch Johann Amos Comenius dann in den Norden, nach Sachsen, Schlesien und nach Lissa (Posen). Der katholische Glaubensdruck gegen die evangelischen Böhmen drängte immer weiter nach Norden. 1629 musste z. B. der Stadtrat von Arnau zwangsweise katholisch werden. Horni Branná war jedoch immer noch protestantisch. Bis 1654 war die evangelische Kirche in Branná das Gotteshaus der Rochlitzer Protestanten, die zum Teil aus Arnau entwichen waren. Die von Wallenstein ließen durch kluge Politik noch einige Jahre den evangelischen Glauben in einem Teil ihrer Herrschaften zu, so auch in Horni Branná.

## Gemeindegliederung
Die Gemeinde Horní Branná besteht aus den Ortsteilen Horní Branná (Brennei) und Valteřice (Waltersdorf), die zugleich auch Katastralbezirke bilden. Zu Horní Branná gehören außerdem die Einschichten Bohdaneč, Výsplachy, Hradsko, Končiny, Pod Hradem und Pilousek.

## Sehenswürdigkeiten
- Schloss Horní Branná
- Harrach-Spital mit Spitalkapelle St. Alois, errichtet 1710 unter Aloys Thomas Raimund von Harrach
- Barocke Kirche St. Nikolaus
- Harrach-Gruft zum Heiligen Kreuz

## Persönlichkeiten
- Eduard Rudolf Petrák (1855–1931), Gründer des Österreichischen Riesengebirgsvereins
- Zdeněk Remsa (1928–2019), Skispringer und -sprungtrainer
- Zdeněk Pochop (1930–2000), Literaturkritiker, Schriftleiter und -steller[6]
- Ladislav Hrubý (* 1934), Skilangläufer